# Ismarus rugulosus
Ismarus rugulosus is een vliesvleugelig insect uit de familie van de Diapriidae. De wetenschappelijke naam van de soort is voor het eerst geldig gepubliceerd in 1850 door Foerster.